# Épibolie
La plupart des organismes complexes sont construits à partir d'un embryon qui à un stade précoce forme une couche (feuillet) externe (ectoderme) et un feuillet interne (endoderme). L'épibolie (en grec ancien : ἐπιβολή / epibolè, « superposition, recouvrement »), chez certaines espèces est dans l'embryogenèse, au niveau des « territoires ectodermiques » l'une des phases de la gastrulation (l'une des étapes du développement des métazoaires et la première de la morphogenèse) conduisant à la formation d'une gastrula (chez d'autres espèces, c'est une simple invagination qui conduit à former la gastrula).
Elle correspond au mouvement de recouvrement d'un tissu sur un autre, et en particulier des macromères par des micromères.
Une anomalie de développement de l'embryon à ce stade entraîne des séquelles graves, se traduisant généralement par la mort de l'embryon.